# John Hewie
John Hewie (Pretoria, 13 dicembre 1927 – Lincolnshire, 11 maggio 2015) è stato un calciatore scozzese, di ruolo difensore.